# Cosmisoma chalybeipenne
Cosmisoma chalybeipenne là một loài bọ cánh cứng trong họ Cerambycidae.